# Février 2024
Février 2024 est le deuxième mois de l'année 2024.

## Événements
- 12 janvier au 10 février : Coupe d'Asie des nations de football au Qatar.
- 19 janvier au 2 février : Jeux olympiques de la jeunesse d'hiver de 2024.
- 1er février : l'Union européenne approuve formellement un programme de soutien financier de 50 milliards d'euros à l'Ukraine après que la Hongrie a retiré son veto[1].
- À partir du 2 février : au Chili, des incendies de forêt font plus de 130 morts, principalement dans la région de Valparaíso.
- 2 au 4 février : 75e édition des championnats du monde de cyclo-cross en Tchéquie.
- 2 au 18 février : 21e édition des championnats du monde de natation au Qatar.
- 2 février au 16 mars : 130e édition du Tournoi des Six Nations de rugby à XV.
- 3 février : l'Exécutif d'Irlande du Nord reprend son activité après deux ans de boycott unioniste, la nationaliste Michelle O'Neill et l'unioniste Emma Little-Pengelly devenant respectivement Première ministre et vice-Première ministre d'Irlande du Nord.
- 3 février : bombardements américains en Irak et en Syrie contre des milices pro-iraniennes.
- 4 février :
  - élection présidentielle au Salvador, Nayib Bukele est réélu ;
  - élections régionales dans les Açores (Portugal).
- 6 au 18 février : 59e édition des championnats du monde de biathlon en Tchéquie.
- 7 février :
  - élection présidentielle en Azerbaïdjan, Ilham Aliyev est réélu ;
  - hommage national aux victimes françaises du Hamas à Paris ;
  - au moins 28 personnes sont tuées dans deux attentats à la bombe visant des bureaux de campagne politique au Baloutchistan au Pakistan[2].
- 7 au 8 février : l'armée d'Arakan affirme avoir coulé trois navires de la junte voyageant sur la rivière Kaladan dans l'État de Rakhine, en Birmanie, faisant jusqu'à 900 morts. Ce naufrage constitue l'une des pertes les plus importantes de l'histoire de la marine[3].
- 8 février :
  - élections législatives au Pakistan, Shehbaz Sharif est élu Premier ministre du Pakistan pour un deuxième mandat ;
  - Irakli Kobakhidze succède à Irakli Garibachvili au poste de Premier ministre de Géorgie.
- 9 février : le Premier ministre israélien Benjamin Netanyahu ordonne aux Forces de défense israéliennes de planifier l'évacuation de la ville de Rafah[4].
- 10 février :
  - de violentes manifestations éclatent au Sénégal lorsque l'élection présidentielle est reportée par le président Macky Sall du 25 février au 15 décembre[5] ;
  - démission de Katalin Novák, présidente de la république de Hongrie, accusée d'avoir gracié un condamné dans une affaire de pédocriminalité.
- 11 février : élection présidentielle en Finlande (2e tour), Alexander Stubb est élu.
- 12 février : au moins 67 personnes sont tuées lors de frappes aériennes israéliennes nocturnes dans la ville palestinienne de Rafah, dans le sud de la bande de Gaza[6].
- 14 février :
  - élections législatives et élection présidentielle en Indonésie, Prabowo Subianto est élu ;
  - une structure vieille de plus de 10 000 ans datant de l'âge de pierre est découverte dans la mer Baltique ; ce mur de pierre d'un kilomètre de long pourrait être la plus ancienne structure artificielle sur Terre[7].
- 15 février : en Grèce, le Parlement légalise le mariage et l'adoption pour les couples de même sexe[8].
- 15 au 25 février : 74e édition du festival Berlinale.
- 16 février :
  - décès d'Alexeï Navalny dans une prison en Sibérie ;
  - deux personnes sont tuées et quatre autres blessées dans une fusillade massive dans une gare routière près de Kiryat Malachi, en Israël ; l'agresseur palestinien est tué par un réserviste de Tsahal qui n'était pas en service[9].
- 16 au 25 février : 68e édition des championnats du monde de tennis de table en Corée du Sud.
- 17 février : les forces ukrainiennes se retirent d'Avdiïvka, après des mois de violents combats et de tentatives russes de capturer la ville[10].
- 18 février :
  - élections au Parlement de Galice en Espagne ;
  - le Cabinet israélien adopte une résolution s'opposant à la reconnaissance unilatérale d'un État palestinien, à la suite des commentaires de la France et du Royaume-Uni déclarant qu'ils étaient prêts à le faire si Israël continuait à s'opposer aux négociations avec les Palestiniens[11] ;
  - Au moins 53 personnes sont tuées lors de combats intertribaux dans la province d'Enga, en Papouasie-Nouvelle-Guinée[12].
- 19 février au 3 mars : 67e édition des championnats du monde IBSF.
- 20 février : Les astronomes identifient l'objet le plus lumineux jamais observé, QSO J0529-4351, un quasar qui s'accumule autour d'une masse solaire par jour[13].
- 21 février :
  - la Somalie et la Turquie signent un accord de coopération en matière de défense maritime et d’économie[14].
  - entrée au Panthéon de Missak Manouchian et Mélinée Manouchian et citation « Mort pour la France » des 23 membres du Groupe Manouchian dont le nom est gravé dans la crypte.
- 22 février :
  - 40 personnes sont tuées et 100 autres blessées lors de frappes aériennes israéliennes contre des immeubles résidentiels à Deir el-Balah, dans le centre de la bande de Gaza[15] ;
  - l’atterrisseur robotique Odysseus de la mission IM-1 effectue le premier atterrissage commercial en douceur sur la Lune.
- 23 février :
  - trois nouvelles lunes du système solaire sont découvertes, une autour d'Uranus et deux autour de Neptune, portant respectivement leur nombre total de satellites connus à 28 et 16[16] ;
  - une frappe aérienne éthiopienne tue au moins 15 personnes et en blesse plus de 20 autres dans le nord de Shewa, en Éthiopie, la plupart des victimes fuyant les affrontements entre Fano et le gouvernement éthiopien[17].
- 24 février : le cargo bélizien Rubymar, touché par un missile houthi, provoque une catastrophe environnementale au large de la mer Rouge[18].
- 25 février :
  - élections législatives en Biélorussie ;
  - élections sénatoriales au Cambodge.
  - au moins 15 personnes sont tuées dans une attaque contre une église catholique dans le village d'Essakane, dans la province d'Oudalan, au Burkina Faso[19]. Le même jour, 170 personnes sont « exécutées » lors « d'attaques meurtrières massives » perpétrées contre trois villages, dont une attaque contre une mosquée[20].
- 26 février :
  - élection présidentielle en Hongrie, Tamás Sulyok est élu ;
  - des militants de RED-Tabara lancent une attaque à Buringa, au Burundi, tuant neuf personnes et en blessant cinq autres, le siège du parti local CNDD-FDD est également incendié[21] ;
  - en Palestine, le Premier ministre Mohammad Chtayyeh remet sa démission et celle de son gouvernement au président Mahmoud Abbas[22] ;
  - élections législatives au Tuvalu, Feleti Teo est nommé Premier ministre.
- 27 et 28 février : au Tchad :
  - une attaque des bureaux de l’Agence nationale de sécurité de l’État tchadien, les puissants services de renseignement intérieur, faisant « plusieurs morts » à N'Djaména[23] ;
  - le principal opposant à la junte tchadienne et candidat à l'élection présidentielle de mai 2024, Yaya Dillo Djérou, est tué par l'armée au siège de son parti, le Parti socialiste sans frontières, le gouvernement l'accusant officiellement d'être derrière cet attentat et d'avoir commandité une tentative d'assassinat contre le président de la Cour suprême[24].
- 28 février : les responsables de la région séparatiste de Transnistrie, soutenue par la Russie et reconnue internationalement comme faisant partie de la Moldavie, appellent la Douma russe à intervenir davantage en Transnistrie dans un contexte de tensions croissantes avec le gouvernement moldave[25].
- 29 février : plus de 104 Palestiniens sont tués et 760 autres blessés après que les forces de défense israéliennes ont ouvert le feu sur des civils en attente d'aide humanitaire dans le sud-ouest de la ville de Gaza[26].